# Илија Кукић
Илија М. Кукић (Сисак, 23. октобар 1900 – ?) је био генералштабни потпуковник Југословенске војске, пуковник Српске државне страже и начелник Одељења градске страже, а затим и командант Српског добровољачког корпуса.

## Биографија
Рођен је 23. октобра 1900. године у Сиску. Најпре је кренуо у аустроугарску Пешадијску кадетску школу, али је након Првог светског рата завршио Нижу школу Војне академије у Београду 1921. године и затим Вишу школу Војне академије 1926. године.
До Априлског рата 1941. године, био је начелник штаба Тимочке дивизијске области. Од краја 1941. године учествовао је у борбама против партизана. После хапшења генерала Косте Мушицког, 9. децембра у Чачку, под сумњом да тајно помаже снаге генерала Драгољуба Михаиловића, на место команданта Српског добровољачког корпуса долази пуковник Кукић.
Дана 26. фебруара 1942. године, постао је начелник Одељења градске страже. Председник Владе народног спаса Милан Недић га је 26. августа 1942. године унапредио у чин пуковника.
Командант Српског добровољачког корпуса је остао до 3. децембра 1942. године, када се на то место враћа Мушицки, а Кукић је премештен у Инспекторат штаба Команде. Од јануара 1944. године, постао је инспектор штаба команде.
Био је ожењен и имао кћерке Катарину (1933) и Софију (1939).

## Унапређења у чинове
| Потпоручник | Поручник | Капетан друге класе | Капетан прве класе | Мајор | Потпуковник | Пуковник         |
| ----------- | -------- | ------------------- | ------------------ | ----- | ----------- | ---------------- |
|             |          |                     |                    |       |             |                  |
| 1921.       | 1925.    | 1929.               | 1932.              | 1935. | 1939.       | 26. август 1942. |